# 가와시마 노부유키
가와시마 노부유키(일본어: 川島 將, 1992년 2월 4일 ~ )는 일본의 축구 선수이다. 현재 J2리그의 후지에다 MYFC에서 뛰고 있다.

## 구단 경력
그는 2015년부터 J리그의 더스파구사쓰 군마, 후지에다 MYFC, 기라반츠 기타큐슈에서 뛰었다.